# Univega
Univega — компания-производитель велосипедов. Основана в США в 1970 году американцем Беном Лави (англ. Ben Lawee) .
В дальнейшем, производство велосипедов было расширено и в 1990 году года компания импортирует велосипеды в Германию. В 1997 году Бен Лави (англ. Ben Lawee) покидает Univega, и компания целиком переезжает из США в Германию.
В настоящий момент компания производит широкий модельный ряд велосипедов от любительского до профессионального уровня в Германии и странах Азии. Обладает широкой сетью дилеров по всему миру, в том числе и в России.